# Mollitrichosiphum nigriabdominalis
Mollitrichosiphum nigriabdominalis är en insektsart. Mollitrichosiphum nigriabdominalis ingår i släktet Mollitrichosiphum och familjen långrörsbladlöss. Inga underarter finns listade i Catalogue of Life.